# Persoonia papillosa
Persoonia papillosa (лат.) — кустарник, вид рода Персоония (Persoonia) семейства Протейные (Proteaceae), эндемик западного региона Западной Австралии. Небольшой прямостоячий кустарник с опушёнными молодыми веточками, линейными листьями с шестью выступающими параллельными жилками и опушёнными цветками.

## Ботаническое описание
Persoonia papillosa — прямостоячий куст высотой до 30 см с молодыми веточками, покрытыми светло-коричневыми волосками. Листья линейные, 15-30 мм в длину и 1-1,3 мм в ширину с шестью выступающими параллельными жилками. Цветки расположены группами до двадцати вдоль цветоноса длиной до 60 мм, который обычно продолжает расти после цветения, каждый цветок на цветоножке длиной 6-14 мм с листом или чешуйчатый лист у основания. Листочки околоцветника снаружи густо опушены, длиной 9,5-11 мм. Цветение происходит с сентября по январь.

## Таксономия
Впервые вид был официально описан Питером Уэстоном в 1994 году в журнале Telopea по образцам, собранным около Юны в 1962 году.

## Распространение и местообитание
P. papillosa — эндемик Западной Австралии. Растёт на песчаной почве и был собран только у реки Мерчисон и поселения Юна в биогеографическом регионе Джералдтон-Сэндплейнс в Западной Австралии.

## Охранный статус
Вид классифицируется как «второй приоритет» Департаментом парков и дикой природы правительства Западной Австралии, что означает, что он плохо изучен и известен только из одного или нескольких мест.